# Любительница румян
«Любительница румян» (англ. The Painted Lady) — американский чёрно-белый немой короткометражный фильм-драма 1912 года режиссёра Дэвида Уорка Гриффита.

## Сюжет
Главная героиня — молодая девушка, живущая с отцом-пуританином, который не желает, чтоб его дочь пользовалась косметикой, из за чего жизнь её тосклива и уныла. В городе, где они живут, намечен «Фестиваль мороженого», во время пребывания на котором, девушка знакомится с приятным молодым человеком, который вроде бы заинтересован ей. Однако, молодой человек заинтересовался отнюдь не девушкой, а деньгами её отца. Последующей ночью девушка проснётся от шума из комнаты её отца, когда же она спустится в его апартаменты, то обнаружит там грабителя в маске. Она выстрелит в него из пистолета отца и каково же будет её отчаяние, когда снимет с подстреленного грабителя маску и узнает в нём того самого парня, который не далее как сегодня днём клялся ей в любви…

## В ролях
- Бланш Свит — главная героиня
- Мэдж Кирби — её младшая сестра
- Чарльз Хилл Майлз — отец
- Кейт Брюс — мать
- Джозеф Грейбилл — незнакомец / грабитель
- Уильям Дж. Батлер — пастор
- Лайонел Бэрримор — на «Фестивале мороженого»
- Элмер Бут — гуляющий на «Фестивале мороженого»
- Кристи Кэбэнн — гуляющий на «Фестивале мороженого»
- Гарри Кэри — гуляющий на «Фестивале мороженого»
- Лиллиан Гиш — красотка на «Фестивале мороженого»
- Дороти Гиш — красотка на «Фестивале мороженого»
- Джек Пикфорд — гуляющий на «Фестивале мороженого»
- Роберт Харрон — денди на «Фестивале мороженого»
- Уолтер Миллер — гуляющий на «Фестивале мороженого»
- Генри Уолтхолл — гуляющий на «Фестивале мороженого»

## Дополнительные сведения
- Премьера фильма в США состоялась 24 октября 1912 года.
- Только Бланш Свит из гриффитовских звёзд исполнила в фильме главную роль, остальные знаменитые представители актёрской школы Гриффита исполнили в фильме небольшие эпизоды, иногда их с трудом можно опознать на экране.

|  |  |  |  |  |  |